# Карнеги (Оклахома)
Карнеги (енгл. Carnegie) град је у америчкој савезној држави Оклахома.

## Демографија
По попису из 2010. године број становника је 1.723, што је 86 (5,3%) становника више него 2000. године.
| Група             | 2000.         | 2010.       |
| Белци             | 1.020 (62,3%) | 976 (56,6%) |
| Афроамериканци    | 20 (1,2%)     | 13 (0,8%)   |
| Азијати           | 0 (0,0%)      | 0 (0,0%)    |
| Хиспаноамериканци | 201 (12,3%)   | 254 (14,7%) |
| Укупно            | 1.637         | 1.723       |